# Mega Force (Magazine)
Pour les articles homonymes, voir Megaforce.
 (avril 2025).
Si vous disposez d'ouvrages ou d'articles de référence ou si vous connaissez des sites web de qualité traitant du thème abordé ici, merci de compléter l'article en donnant les références utiles à sa vérifiabilité et en les liant à la section « Notes et références ».
Méga Force est un magazine et un site de jeu vidéo spécialisé dans l’actualité Sega (magazine officiel de Sega), édité par MegaPress, et paru de juillet 1991 à 1998. Marc Andersen, son créateur, eut l'idée de créer un magazine consacré exclusivement à une marque, SEGA. C'est ainsi que Mega Force fut le premier magazine consacré à une marque de jeux vidéo exclusive, paru en France. Alain Huyghues-Lacour sera le rédacteur en chef du magazine fondé et sorti en juillet/août 1991, connu également sous le pseudonyme de AHL jusqu'en avril 1993. J'm Destroy (Jean Marc Demoly), reprendra le flambeau après le départ de ce dernier pour le poste de Rédacteur en Chef, et ce jusqu'au numéro 62, le dernier numéro paru,.
Ce magazine traite des jeux et actualité des consoles Sega, comme la Master System, la Mega Drive et la Game Gear, puis plus tard le Mega-CD, le 32X et la Saturn. Il était bimestriel sur les quatre premiers numéros, puis mensuel jusqu'en 1996. Avec l'arrivée de la Saturn, il est devenu bimestriel jusqu'à son arrêt complet en 1998 avec le numéro 62,.

## Histoire

### Genèse (1991)
En 1991, l'univers du jeu vidéo en France est dominé par les consoles de Nintendo, avec un marché en pleine expansion. C'est dans ce contexte que naît Mega Force, le premier magazine en France totalement dédié à Sega et, de ce fait, le premier à être directement lié à un constructeur de consoles. À l'époque, Sega se démarquait avec sa console emblématique, la Mega Drive, et Mega Force allait devenir la voix des joueurs francophones de la marque. 
Le projet de Mega Force voit le jour grâce à MegaPress, une maison d’édition qui décide d'exploiter le créneau encore peu exploité des publications exclusivement centrées sur Sega. L’objectif était simple : offrir un espace unique aux joueurs francophones de Sega pour découvrir l'actualité des consoles et des jeux de la marque. Sous la direction de Marc Andersen en tant que directeur de publication, et de Alain Huygues-Lacours et Jean-Marc Demoly en tant que rédacteurs en chef, Méga Force prend rapidement son envol. Le ton du magazine est jeune, dynamique et résolument tourné vers les passionnés, avec des rubriques variées allant des tests de jeux aux astuces, en passant par des interviews exclusives et des concours pour les lecteurs. 
L’objectif du magazine a, dès le départ, pour ambition de devenir une référence pour les joueurs de Sega, avec des tests sur la Master System et la Mega Drive, mais aussi des analyses des produits et accessoires Sega comme le Mega-CD et le 32X. À travers ses pages, Mega Force offre également des aperçus sur les dernières sorties en provenance du Japon et des États-Unis, des zones où Sega est déjà bien installé.

### Débuts et âge d'or (1991–1995)
L'ère 8-bit et 16-bit des consoles marque l'apogée de Sega, notamment avec la Mega Drive, qui devenait rapidement la console favorite des joueurs. Mega Force , fidèle à sa ligne éditoriale, couvrait avec enthousiasme ces nouvelles sorties. Les premiers numéros de Mega Force s'intéressent à des jeux iconiques comme Sonic the Hedgehog, Streets of Rage, et Phantasy Star IV.  La publication est alors bien plus qu'un simple magazine de tests : elle se voulait un véritable guide pour les joueurs de Sega, avec des rubriques variées comme des astuces, des interviews exclusives, des concours et des dossiers approfondis sur l'univers de la console.
Sega en pleine gloire au milieu des années 1990, Sega est à son apogée. La Mega Drive dominait les consoles de salon, et les joueurs français se tournaient vers Mega Force pour être au courant de toutes les nouveautés. C'est à cette époque que la publication a pris une place sur le marché de la presse spécialisée. Sa participation à l'Euro Challenge est l'un des moments marquants de cette période, avec la participation de Méga Force au SEGA Euro Challenge, un tournoi européen de jeux vidéo soutenu par Sega. Le magazine joue un rôle en France, en tant qu’organisateur et relais pour la communauté des joueurs.

### Turbulences (1996–1997)
L’arrivée de la PlayStation de Sony en 1995 marque un tournant pour l'industrie vidéoludique, et Mega Force fait face à une nouvelle réalité. La Saturn, la console phare de Sega, commençait à perdre du terrain face à la PlayStation, et le magazine se retrouvait confronté à la nécessité d'élargir son champ d'action. La publication commence lentement à inclure des informations sur d'autres consoles, notamment la PlayStation et la Nintendo 64, bien que Sega reste au cœur des préoccupations. Cette ouverture n’était pas sans conséquence, et certains lecteurs de la première heure ressentent ce changement comme un tournant difficile.
En 1997, avec le no 53, Mega Force prend un tournant majeur : celui de devenir un magazine généraliste, couvrant désormais toutes les consoles, et non plus uniquement Sega. Ce changement éditorial était nécessaire pour rester compétitif dans un marché vidéoludique de plus en plus diversifié, mais il a pour effet de diluer l'identité du magazine, qui perd de plus en plus sa singularité.  Les rubriques se diversifient pour inclure des tests et des analyses des consoles concurrentes, ce qui permet au magazine de garder une audience fidèle tout en touchant un public plus large. Cependant, la base des fans de Sega a pu se sentir délaissée par cette ouverture vers la concurrence.  
La fin de Mega Force en 1998, avec son no 62, marque la conclusion d'une époque dorée pour le magazine. Malgré ses tentatives de s’adapter aux nouvelles réalités du marché, le magazine ne réussit pas à retrouver l'énergie de ses premières années, et les ventes chutent. La publication s’est donc éteinte sans grande cérémonie, laissant derrière elle un vide dans la presse spécialisée. La fermeture de Mega Force est le reflet d’une époque où Sega perd progressivement sa place de leader sur le marché des consoles.

### Héritage et renaissance
Bien que Mega Force ait disparu en 1998, la marque est réapparue ensuite gérée par l'association Web.e-Force[source secondaire souhaitée].

## Anciens journalistes et rédacteurs
- Big Boss (directeur de publication) - Marc Andersen
- AHL (rédacteur en chef) - Alain Huyghues-Lacour
- JM Destroy (rédacteur en chef) - Jean-Marc Demoly

## Slogans
- Du numéro 1 au 4 : « Le magazine des jeux Sega »
- Le numéro 5 : « Le Magazine officiel des jeux Sega »
- Du numéro 6 au 18 : « Le mensuel officiel des jeux Sega »
- Du numéro 19 au 23 : « Le magazine des joueurs sur Sega »
- Du numéro 24 au 52 : « Le premier mensuel des consoles Sega »
- Du numéro 53 au 58 : « L'info sur les consoles Sega - Sony - Nintendo »
- Du numéro 63 au 84 : « L'info de l'actu Sega et de la geek culture »
- Du numéro 85 au 103 : « L'essentiel de l'actualité Sega et Play Mag »
- Du numéro 104 au 107 : « Le premier site SEGA et Culture Geek »
- Du numéro 108 au 111 : « Le magazine officiel des gamers Sega »
- Du numéro 112 : « Les news Sega, Geek et Mangas »
- Du numéro 113 : « Le premier média Sur l'Univers Sega - Geek - Mangas »

## Logos

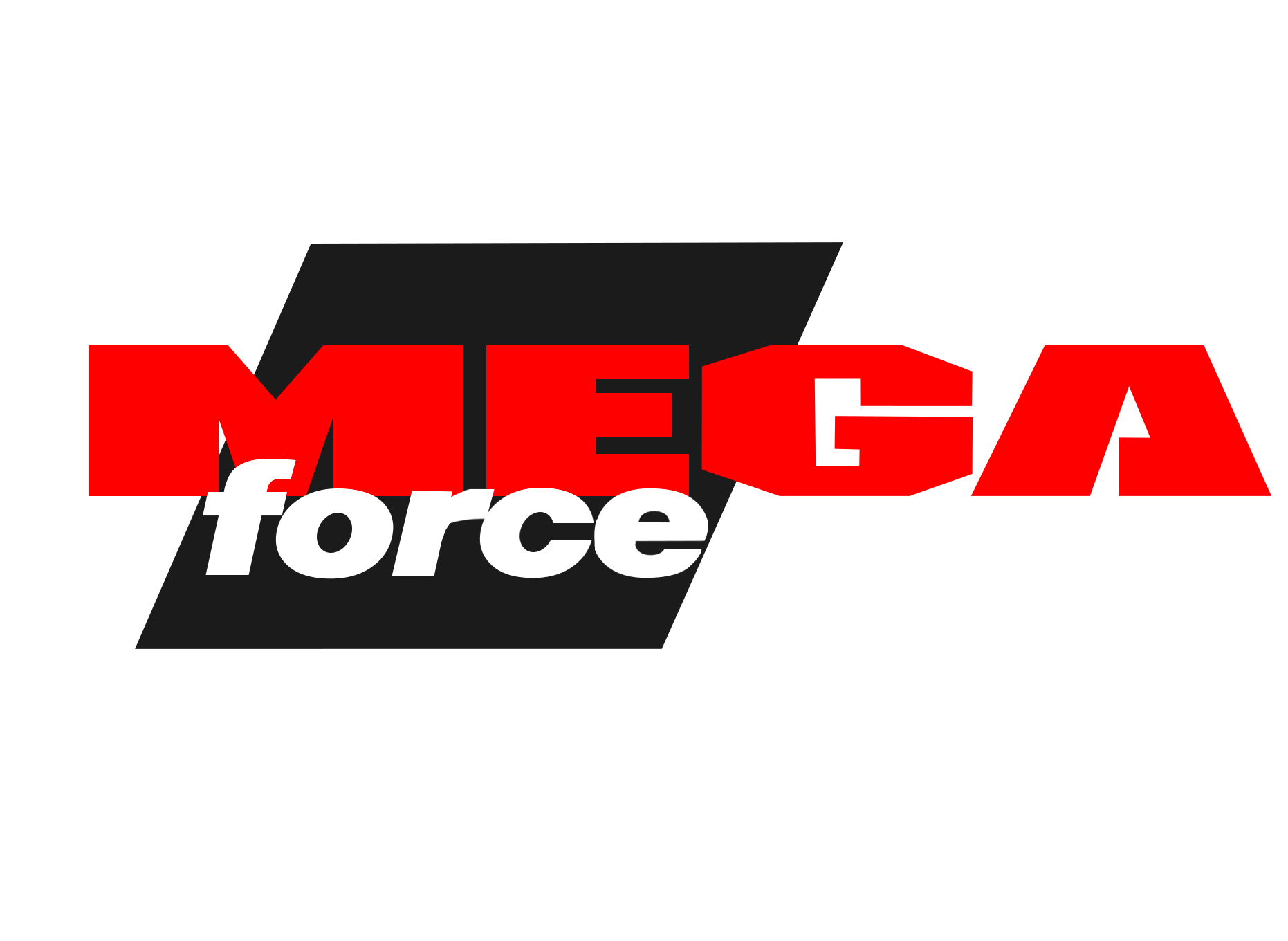
Premier logo du magazine numéro 1 au 58 (1991-1997).
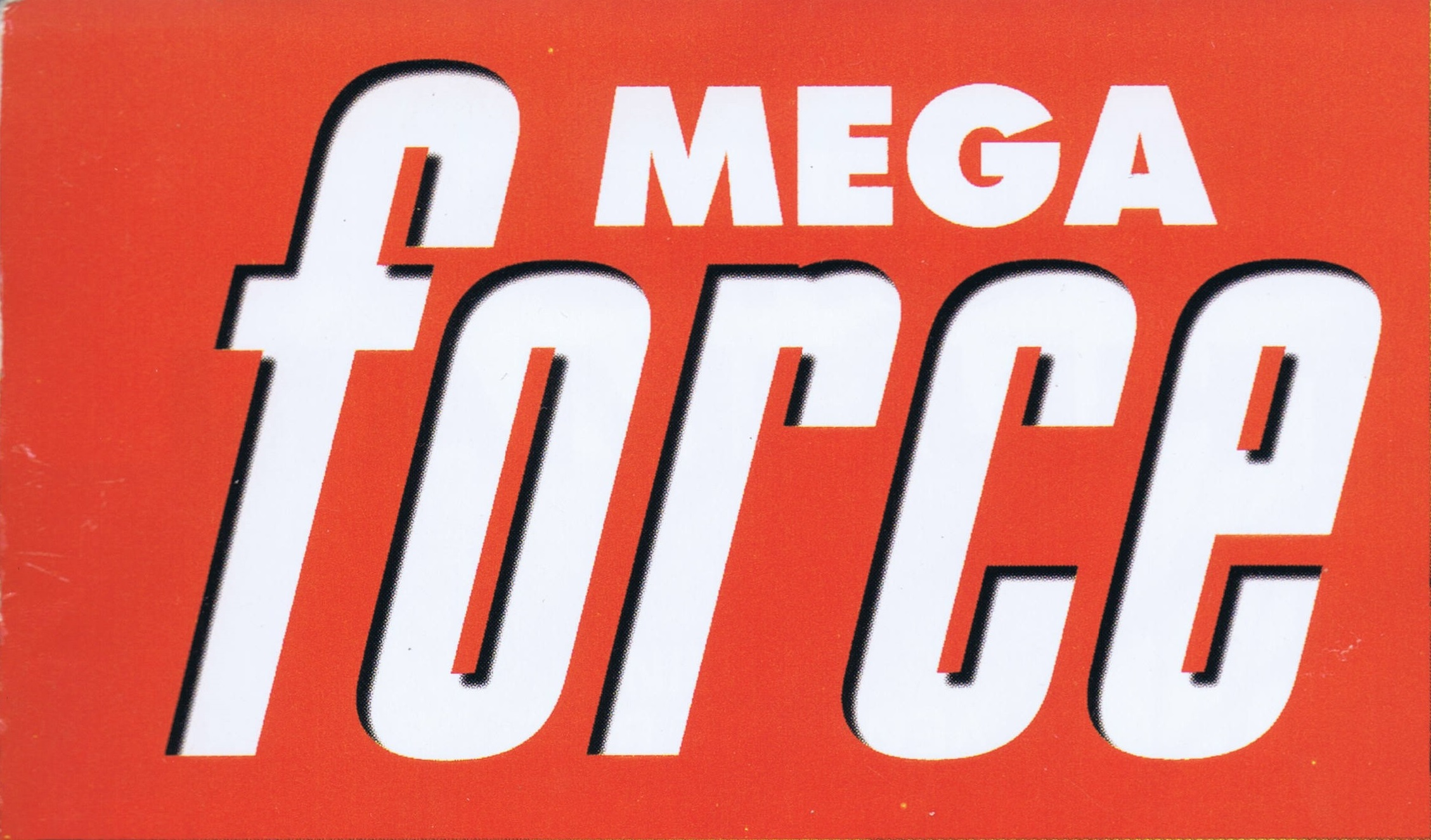
Logo utilisé du magazine numéro 59 au 62 (1997-98).
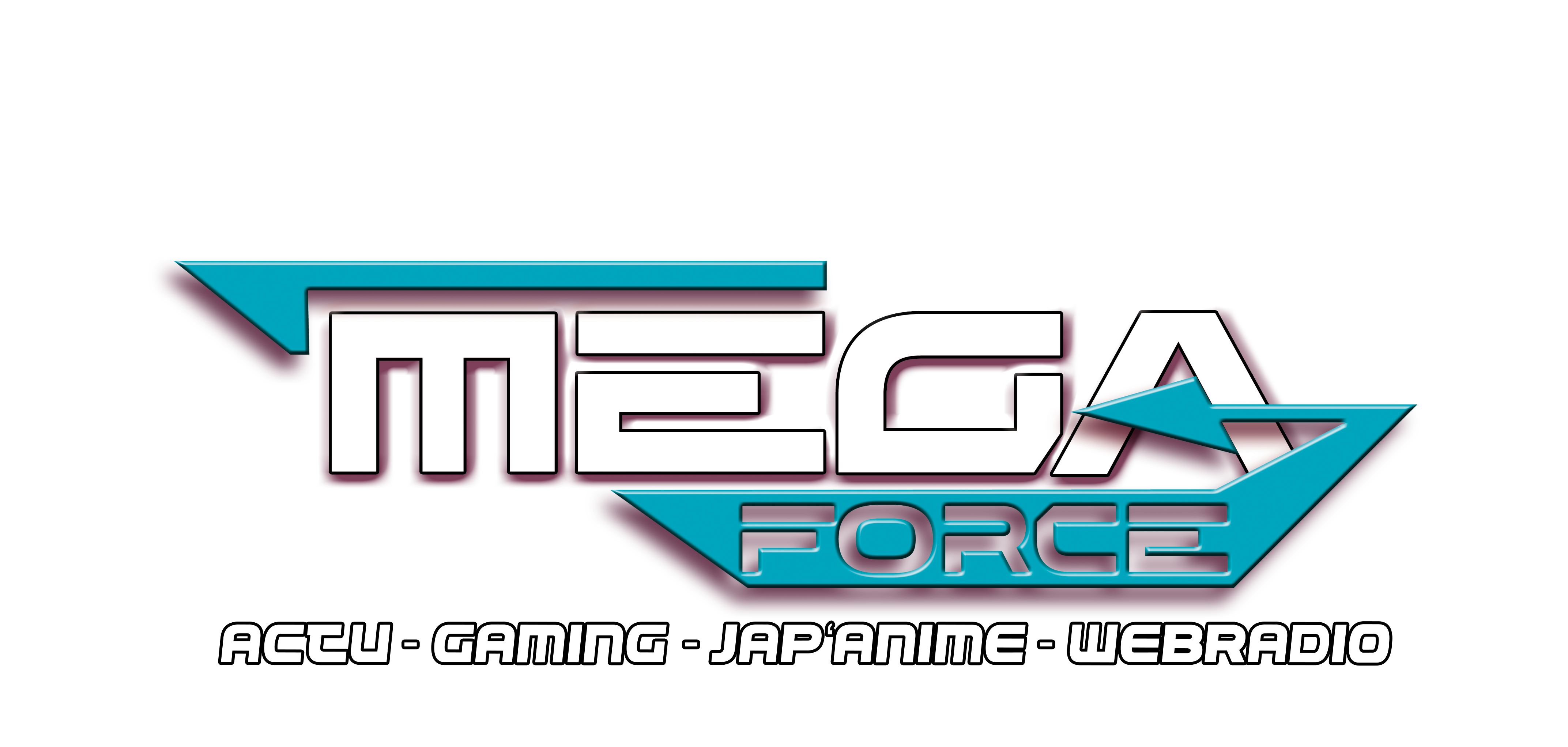
Logo utilisé pour le site internet en 2020-2021.
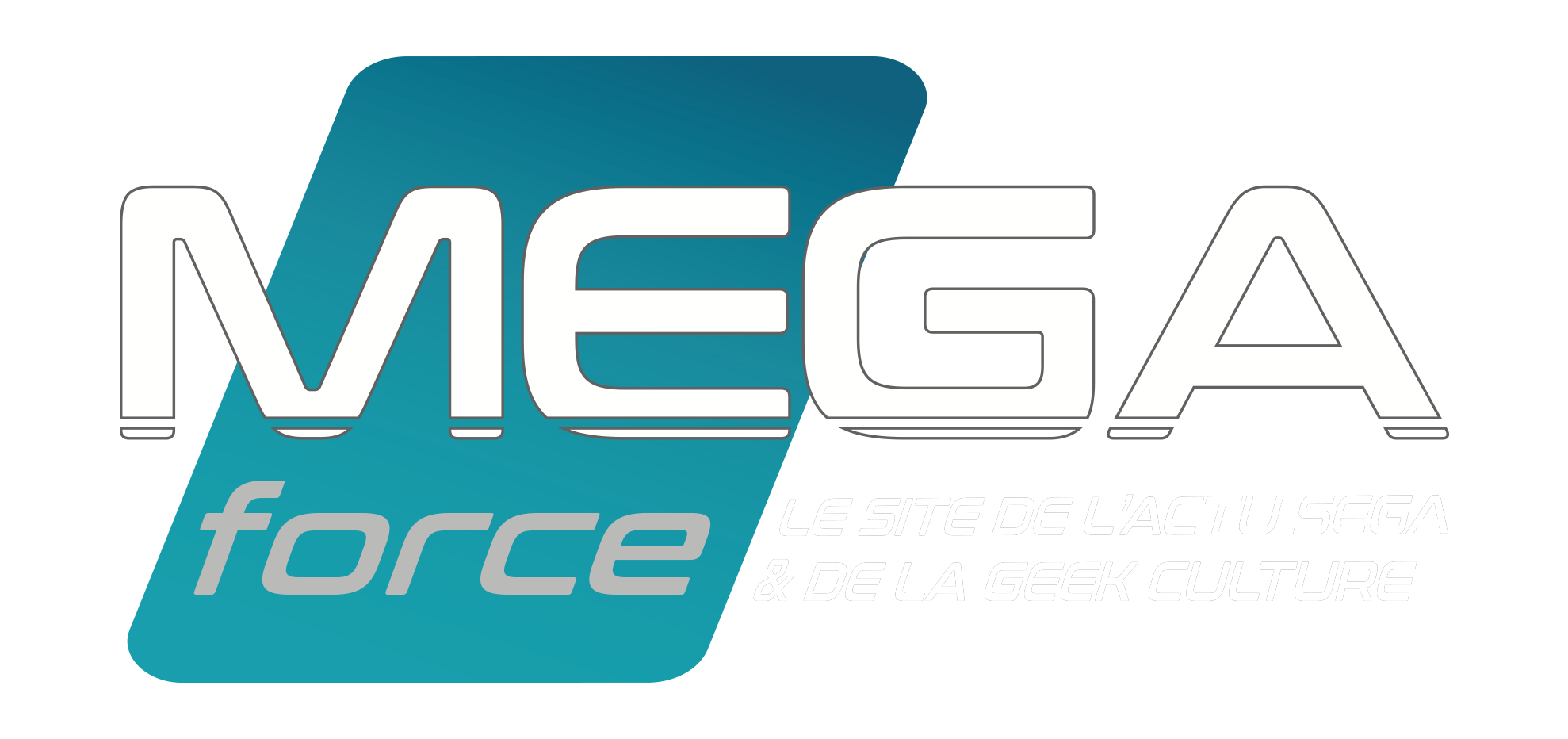
Logo utilisé sur le site internet en 2021-2023.
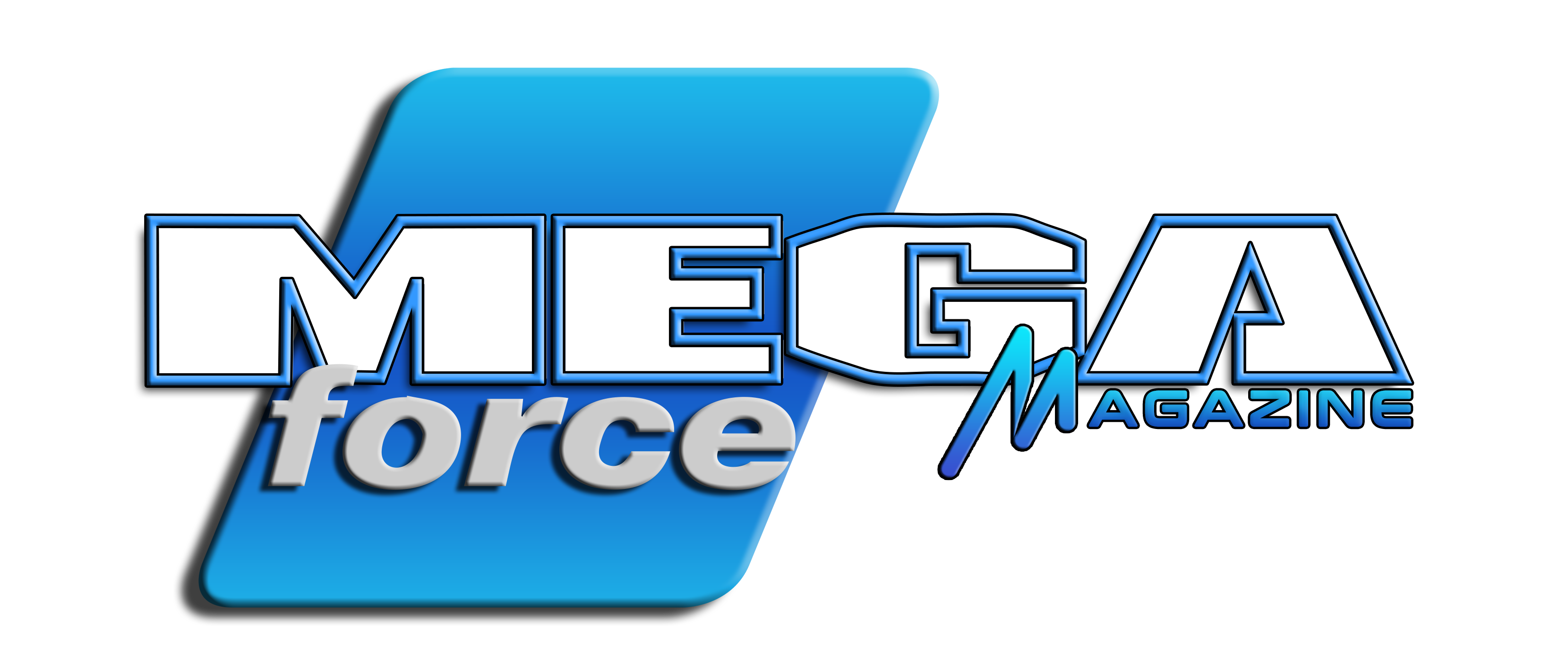
Logo utilisé sur le site internet depuis Janvier 2024.
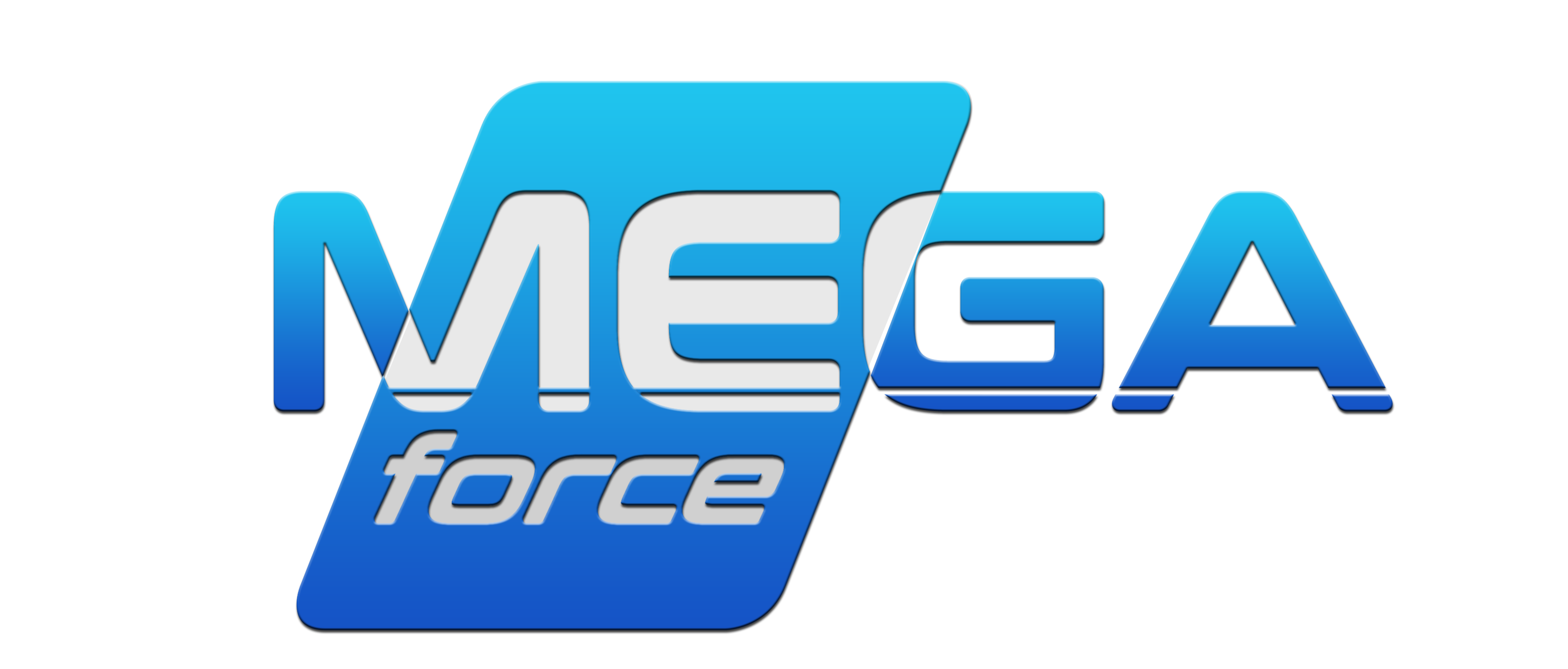
Logo utilisé sur le site internet depuis février 2025.